# Kumeu
Kumeu is een plaats in de regio Auckland op het Noordereiland van Nieuw-Zeeland, 25 kilometer ten noordwesten van Auckland. 

## Wijn
Kumeu heeft een gunstig klimaat en kent dan ook geen echte winters. De belangrijkste industrie is wijnbouw. Labels als Kumeu River, Cooper's Creek, Matua Valley, en Nobilo's staan bekend om hun goede chardonnay-, sauvignon blanc- en cabernet sauvignonwijnen.